# Lista das autoestradas da Suíça
Esta é uma página só com a Lista das autoestradas da Suíça

Painel de autoestrada na Suíça

Importante: a utilização da autoestrada na Suíça implica a obrigação de comprar uma vinheta de autoestrada.
- Em negrito : ligações com uma porção comum a uma outra  autoestrada
- Em itálico : porções ainda não terminadas

## De A1 a A9
- A1 (-A13-) St. Margrethen - St. Gall - Winterthour - Zurique - Oftringen (-A2-) Härkingen - Schönbühl (-A6-) Berna-Wankdorf - Berna - Yverdon-les-Bains - Chavornay (-A9-) Villars-Sainte-Croix - Lausana - Genebra - Fronteira com  França
  -   A1.1 Rorschach - Arbon
  -  A1a (-A1-) Perly-Certoux - Genebra-La Praille - Genebra-Centre
- A2 Fronteira com   Alemanha para Weil am Rhein - Basileia - Härkingen (-A1-) Oftringen - Lucerne - Altdorf - São Gotardo (tunnel et col) - Bellinzona (-A13-) Lugano - Chiasso - Fronteira com   Itália
- A3 Fronteira com  França com Saint-Louis - Basileia
  - depois porção comum com A2 até - Augst - Brugg - Birmensdorf / Zurique - Pfäffikon - Sargans
- A4 Fronteira com   Alemanha- Bargen - Schaffhouse - Winterthour / Zurique - Knonau - Cham - Brunnen - Altdorf
- A5 Luterbach - Soleure - Bienna - La Neuveville - Neuchâtel - Auvernier - Yverdon
- A6 Bienna - Lyss - Schönbühl (-A1-) Bienna-Wankdorf - Thoune - Wimmis
- A7 Fronteira com  Alemanha - Kreuzlingen - Frauenfeld - Winterthour
- A8 Hergiswil - Sarnen - Sachseln - Brünig - Brienzwiler - Interlaken - Spiez
- A9 Fronteira com   França- Vallorbe - Chavornay - Villars-Sainte-Croix - Vevey - Sion - Sierre - Brigue - Passo do Simplon - Gondo - Fronteira com  Itália
  - Villars-Sainte-Croix-Chavornay comum com A1

## De A10 a A19
- A10 Muri bei Bern - Rüfenach
- A12 Berna - Fribourg - Bulle - Vevey
- A13 (-A1-) St. Margrethen - Sargans - Coire - Thusis - San Bernardino - Bellinzone (-A2-) Gordola - Locarno - para Fronteira com  Itália em Brissago
- A14 Lucerne - Cham
- A16 Fronteira com  França para Delle - Boncourt - Porrentruy - Delémont - Moutier - Tavannes - Bienna (Transjurane)
- >>H18<< Basileia - Reinach BL
- >>H19<< Brigue-Glis - Naters (conta Brigue)

## De A20
- A21 Martigny-Grande São Bernardo
- A50 Rheinsfelden ZH - Glattfelden (contorna Glattfelden)
- A51 Bülach - Zurique-Nord
- A52 Zumikon - Hinwil
- A53 Brüttisellen - Reichenburg (autoestrada do Oberland zuricquois)
- >>J20<< Neuchâtel - tunnel de la Vue des Alpes - La Chaux-de-Fonds